# Созревание плодов

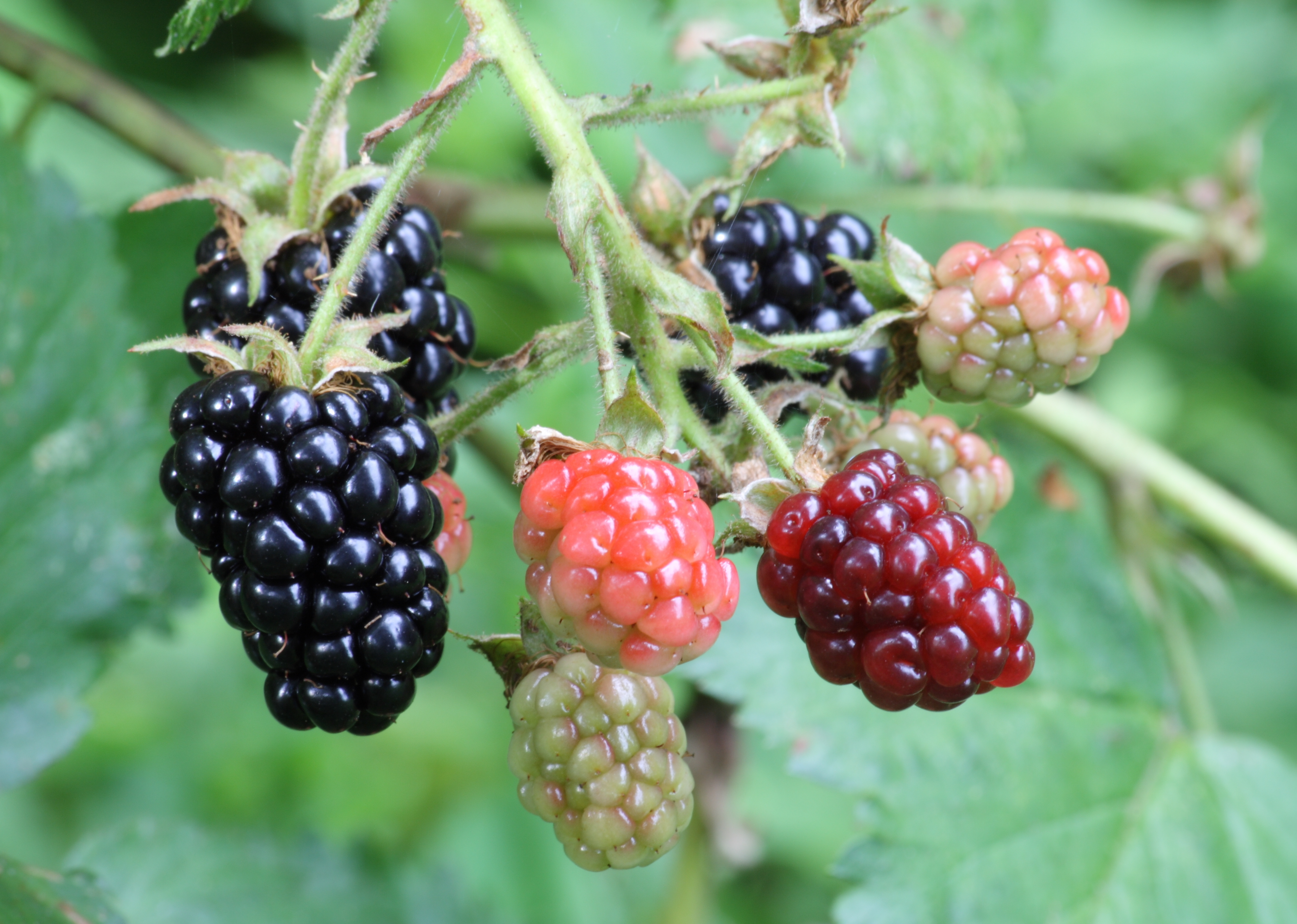
Плоды культивара ежевики (Rubus sp.) на разных стадиях созревания

Созревание плодов — совокупность изменений в плодах, в результате которых семена становятся полноценными диаспорами, а околоплодник становится способным выполнять функции по защите и распространению семян.

## Защитные свойства плода
Пока семена ещё не готовы к распространению, плод защищает их от высыхания, механических повреждений и других опасностей. Для тех растений, семена которых распространяются, проходя через желудок животных, характерно содержание в околоплоднике (перикарпии) недозрелых плодов таких веществ, которые являются для животных невкусными (например, из-за кислого или вяжущего вкуса), несъедобными или даже ядовитыми. При созревании же плодов их химический состав меняется и эти защитные свойства исчезают.

## Изменения плодов в процессе созревания
После того, как у растения происходит оплодотворение (либо начинается процесс апомиксиса — развития зародыша без оплодотворения), завязь начинает интенсивно расти, внутри неё формируются и созревают семена. В процессе созревания плодов с ними происходят различные изменения.
Выделяют два основных периода развития плода: от оплодотворения яйцеклетки до созревания семян и окончания роста околоплодника — и, второй период, до полного созревания околоплодника.
Период созревания плодов может быть коротким (у большинства ягод) и длительным (у цитрусовых, зимних сортов яблок). У лимона, к примеру, обычный срок созревания плода — 9 месяцев, при этом плод может находиться на дереве до двух лет.

### Морфологические изменения
Изменения, происходящие внутри завязи, сопровождаются ростом и изменениями околоплодника. Имеется два основных типа изменения околоплодника: процесс изменений приводит к обезвоживанию тканей (плод с таким типом изменения околоплодника называется сухим) — или околоплодник разрастается (обычно за счёт тканей завязи или цветоложа), что связано с увеличением числа клеток, их размером и образованием межклеточных пространств (в этом случае плод называется сочным).

### Биохимические и физиологические изменения
Для процесса созревания характерно снижения в плодах содержания крахмала, органических кислот и дубильных веществ — и, одновременно, увеличение содержания азотистых соединений и растворимых сахаров.
Ещё одно изменение, характерное для многих созревающих плодов, — их размягчение. Оно связано с изменением соотношения и состояния полисахаридов, особенно пектиновых веществ, в стенках клеток.
Состав пигментов, входящих в состав поверхностных тканей плода, а также его мякоти и клеточного сока, при созревании плода также меняется. У многих растений хлорофилл тканей разрушается, в то время как антоцианы, каротиноиды и другие пигменты синтезируются, в связи с чем окраска поверхности плода нередко меняется с зелёной на жёлтую, оранжевую или красную.
В процессе созревания плода в его тканях происходит синтез спиртов, альдегидов, сложных эфиров, терпенов и других летучих веществ, в результате он приобретает свойственный ему аромат.
В процессе созревания плод проходит стадию климактерического подъема дыхания — интенсификации клеточного дыхания, инициированного этиленом.

### Функциональные изменения
В результате созревания плодов околоплодник обычно принимает на себя новые функции — защиты плодов, их распространения и пр.

## Дозаривание
Процесс доведения снятых недозрелых плодов в хранилищах, складах или специально оборудованных камерах до состояния потребительской спелости называется дозариванием.